# STALKER: Clear Sky
STALKER: Clear Sky (estilizado: S.T.A.L.K.E.R.: Clear Sky) es un videojuego de horror y supervivencia en primera persona con elementos de rol y es la precuela de S.T.A.L.K.E.R.: Shadow of Chernobyl. Fue desarrollado por GSC Game World y publicado por Deep Silver. El motor del juego X-Ray utilizado en el juego se ha actualizado a la versión 1.5 y comenzó a ser compatible con DirectX 10.

## Trama
Mientras guía a un grupo de científicos a través de la Zona, Scar se desmaya durante una alta emisión de energía. Scar, el único que sobrevive, es luego rescatado por Clear Sky, una facción secreta e independiente de la Zona dedicada a investigar y aprender sobre la Zona en su intento de comprender mejor sus fenómenos. No se sabe cómo ha sobrevivido Scar a la emisión, pero se observa que ha sufrido daños en su sistema nervioso central y parece mostrar otros cambios fisiológicos sutiles.
Llega la noticia de que un pelotón de Stalkers ha sido atacado por mutantes, y Lebedev, líder de la facción de Clear Sky, le pide a Scar que los busque y los ayude. Durante el intento de rescate, se produce otra emisión con poca advertencia, por lo que da a Scar y los Stalkers son azotados por una emisión nuevamente. Una vez más, Scar es el único sobreviviente, que se recupera poco después de que la emisión se termina. Lebedev se asombra de que Scar todavía esté vivo; el investigador principal de Clear Sky, Beanpolev, cree que Scar ha adquirido alguna "habilidad inusual" que le permite navegar y sobrevivir a anomalías y partes de la Zona que normalmente matarían a cualquier hombre común.
Lebedev comienza a teorizar que la Zona está siendo interrumpida por un aumento dramático en las emisiones de energía, que emana de la Central Nuclear de Chernobyl en el centro de la Zona. Las emisiones son una especie de "respuesta inmune" a una fuerza externa que la Zona percibe como una amenaza. Lebedev cree que esta fuerza externa es un grupo de S.T.A.L.K.E.R. que, según informes, intentan llegar al centro de la Zona y lo han hecho llegando más lejos que cualquier otro grupo de S.T.A.L.K.E.R.. Tanto Levedev como Chebekov temen que la reacción de la Zona pueda causar una destrucción indecible si el grupo tiene éxito. Se le pide a Scar que busque a este grupo y lo detenga a toda costa.

## Modo de juego
Este juego combina elementos de disparos en primera persona (puntería "basada en contracción", con una perspectiva en primera persona), horror de supervivencia (recolección de munición, atmósfera aterradora con poderosos monstruos) y rol (gestión de inventario, búsquedas, interacción de personajes, armaduras y estadísticas de defensa).
La adición de juego más significativa desde Shadow of Chernobyl es el sistema de guerras de facción. Diferentes facciones lucharán por territorio, atacarán para ganar territorio y luego se defenderán para mantenerlo, mientras que otras intentarán volver a tomarlo. El jugador podrá unirse y ayudar a las facciones en sus batallas. Cuanto más fuerte se vuelve una facción, mejor equipo pueden proporcionar los comerciantes. El personaje del jugador es un mercenario, y puede hacer misiones para cualquier facción o permanecer completamente neutral sin interrumpir la progresión necesaria del juego. Cada una de las facciones principales proporciona servicios, lo más importante es el acceso a un comerciante y un ingeniero.
Mientras que Scar siempre está alineado con Clear Sky, y su objetivo final es derrotar a Strelok, él puede luchar o aliarse con las otras cuatro facciones de la Zona (Stalkers, Duty, Freedom y Bandits). Los Renegados que habitan en el pantano y las facciones Militares (a esta último el jugador no se puede unir). La elección cuidadosa de la alineación de facción debe considerarse en algunas partes de la historia, ya que puede ser difícil seguir avanzando si el S.T.A.L.K.E.R. con el que el jugador está interactuando es hostil, ha necesitado información o es esencial para activar la siguiente etapa de la trama.

## Recepción
El juego recibió "revisiones generalmente favorables" según el sitio web de agregación de reseñas Metacritic. Edge dijo que el juego "convierte lo mejor y lo peor de los juegos de PC en algo extraordinario".
En "Lo mejor de 2008" de GameSpot, el juego fue nominado en una sola categoría, en "Mejor ambiente", pero perdió ante Dead Space.